# Beerwal, Heggadadevankote
Beerwal là một làng thuộc tehsil Heggadadevankote, huyện Mysore, bang Karnataka, Ấn Độ.